# Kanadska ženska košarkaška reprezentacija
Kanadska ženska košarkaška reprezentacija predstavlja državu Kanadu u međunarodnoj ženskoj košarci.

## Nastupi na velikim natjecanjima

### Olimpijske igre
- 1976.: 6. mjesto
- 1980.:
- 1984.: 4. mjesto
- 1988.:
- 1992.:
- 1996.: 11. mjesto
- 2000.: 10. mjesto
- 2004.:
- 2008.:
- 2012.:

### Svjetska prvenstva
- 1953.:
- 1957.:
- 1959.:
- 1964.:
- 1967.:
- 1971.: 10. mjesto
- 1975.: 11. mjesto
- 1979.:  bronca
- 1983.: 9. mjesto
- 1986.:  bronca
- 1990.: 7. mjesto
- 1994.: 7. mjesto
- 1998.:
- 2002.:
- 2006.: 10. mjesto
- 2010.: 12. mjesto
- 2014.:

### Panameričke igre
- 1951.:
- 1955.: 5. mjesto
- 1959.: 4. mjesto
- 1963.: 4. mjesto
- 1967.:  3. mjesto
- 1971.: 5. mjesto
- 1975.: 5. mjesto
- 1979.:  3. mjesto
- 1983.: 4. mjesto
- 1987.:  3. mjesto
- 1991.: 4. mjesto
- 1995.: odgođeno
- 1999.:  2. mjesto
- 2003.: 4. mjesto
- 2007.: 4. mjesto
- 2011.: 6. mjesto
- 2015.:  1. mjesto
- 2019.: 6. mjesto

### Američka prvenstva
- 1989.:  bronca
- 1993.:  bronca
- 1995.:  zlato
- 1997.: 5. mjesto
- 1999.:  bronca
- 2001.: 4. mjesto
- 2003.:  bronca
- 2005.:  bronca
- 2007.: 5. mjesto
- 2009.:  bronca
- 2011.:  bronca
- 2013.:  srebro

## Sastav (OI 2012.)
| Ime i prezime       | Klub                     |
| ------------------- | ------------------------ |
| Natalie Achonwa     | University of Notre Dame |
| Chelsea Aubry       | Bendigo Spirit           |
| Miranda Ayim        | Istanbul Universitesi SK |
| Teresa Gabriel      | bez kluba                |
| Lizanne Murphy      | Tarbes Gespe Bigorre     |
| Krista Phillips     | Dandendong Rangers       |
| Courtnay Pilypaitis | VICI Aistes Kaunas       |
| Michelle Plouffe    | University of Utah       |
| Kim Smith           | bez kluba                |
| Alisha Tatham       | bez kluba                |
| Tamara Tatham       | SV Halle Lions           |
| Shona Thorburn      | Uni Girona CB            |
| Allison McNeill     |                          |